# 小青岛 (韩国)
小青岛（：／ Socheong do */?）是韩国西部海域中的一座岛屿，北临大青岛，为韩国的西海五岛之一。行政上属于瓮津郡管辖。
2011年12月12日早上7时在小青岛西南85公里的海上，一名韩国海洋警察特攻队员被中华人民共和国渔船船员用玻璃片刺伤，随后不治身亡。这是历年兩國漁業衝突的继续。2016年10月7日，韩国海警在小青岛附近海域打击非法捕捞时，一艘中華人民共和国渔船撞沉韩国海警快艇后逃逸。快艇上的一名海警跳海后被捞起，此事未造成人员伤亡。